# Jerzy Baranowski (generał)
Jerzy Baranowski (ur. 20 sierpnia 1948 w Cle) – oficer dyplomowany wojsk pancernych i zmechanizowanych, generał dywizji Wojska Polskiego w stanie spoczynku, były dowódca Śląskiego Okręgu Wojskowego i szef Generalnego Zarządu Wsparcia Sztabu Generalnego WP.

## Życiorys
Jerzy Baranowski urodził się 20 sierpnia 1948 w Cle w Świętokrzyskim. We wrześniu 1967 rozpoczął naukę w Wyższej Szkole Oficerskiej Wojsk Pancernych w Poznaniu, którą ukończył w sierpniu 1971. Służbę zawodową rozpoczął jako dowódca plutonu czołgów w 6 pułku zmechanizowanym w Częstochowie. W 1974 objął dowodzenie kompanią czołgów w 2 pułku czołgów w Opolu, uzyskał na tym stanowisku „Złotą Odznakę” i tytuł „Przodującego Dowódcy”. Od października 1977 do sierpnia 1980 studiował w Akademii Sztabu Generalnego WP w Rembertowie na kierunku ogólnowojskowym, po ukończeniu których został oficerem operacyjnym w wydziale operacyjnym 5 Dywizji Pancernej w Gubinie.
W 1982 awansowany na stopień majora. W latach 1983–1985 był szefem sztabu – zastępca dowódcy 73 pułku czołgów w Gubinie. W 1985 objął funkcję dowódcy 15 pułku czołgów, a następnie dowodził 25 pułkiem zmechanizowanym. W 1990 powierzono mu funkcję szefa sztabu – zastępca dowódcy 10 Dywizji Pancernej w Opolu, a od 1991 pełnił obowiązki dwódcy tej dywizji. W 1993 ukończył Podyplomowe Studia Operacyjno–Strategiczne w Akademii Obrony Narodowej, po których został wyznaczony na stanowisko dowódcy 4 Dywizji Zmechanizowanej w Krośnie Odrzańskim.
10 listopada 1994 awansowany na stopień generała brygady. Akt mianowania odebrał z rąk prezydenta Rzeczypospolitej Polskiej Lecha Wałęsy. W roku 1995 kierował pierwszymi polsko-amerykańskimi ćwiczeniami bilateralnymi „Partnerstwa dla Pokoju” pod kryptonimem „Dwa Orły”. W 1996 kierował ćwiczeniem pod nazwą „Wspólny Most”. W roku 1997 objął funkcję zastępcy szefa sztabu Śląskiego Okręgu Wojskowego ds. operacyjnych. W latach 1998–2001 był zastępcą dyrektora Departamentu Kontroli – szef Inspekcji Sił Zbrojnych Ministerstwa Obrony Narodowej.
10 maja 2001 został nominowany na dowódcę Śląskiego Okręgu Wojskowego na 3-letnią kadencję. 15 sierpnia 2004 podczas uroczystości z okazji Święta Wojska Polskiego na dziedzińcu Belwederu został awansowany na stopień generała dywizji. Akt mianowania odebrał z rąk prezydenta Rzeczypospolitej Polskiej Aleksandra Kwaśniewskiego. Od 2004 do 2007 piastował funkcję szefa Generalnego Zarządu Wsparcia Sztabu Generalnego WP. W 2007 zakończył zawodową służbę wojskową.

## Awanse[1][6]
- podporucznik – 1971
- porucznik – 1974
- kapitan – 1978
- major – 1982
- podpułkownik – 1986
- pułkownik – 1990
- generał brygady – 1994
- generał dywizji – 2004

## Ordery, odznaczenia i wyróżnienia
- Krzyż Oficerski Orderu Odrodzenia Polski (1997)[8][1]
- Krzyż Kawalerski Orderu Odrodzenia Polski[1]
- „Złota Odznaka” i tytuł „Przodujący Dowódca”[1]
- Odznaka pamiątkowa 4 Dywizji Zmechanizowanej – 1993, (ex officio)
- Medal Za zasługi dla ŚOW[9]